# Георг Лихтенштейнский (1911—1998)
Георг Хартманн Лихтенштейнский (нем. Georg-Hartmann Maria Josef Franz de Paula Aloys Ignatius Benediktus Martin von und zu Liechtenstein, 11 ноября 1911, Велке Лосины, Австро-Венгрия — 18 января 1998, Вена, Австрия) — Лихтенштейнский принц. Третий сын Алоиза Лихтенштейнского.

## Биография
Георг родился 11 ноября 1911 года. Он был третьим сыном и четвёртым ребёнком Алоиза Лихтенштейнского (1869—1955) и его жены Елизаветы Амалии Австрийской (1878—1960). Детство он провел вместе со своими братьями и сестрами в поместье Велке Лосины, в Чехословакии. Там он ходил в местную школу и получил образование. В 1945 году поместье было экспроприировано.
Георг Хартманн по профессии инженер и доктор агрономии.
Он скончался 18 января 1998 года. Был похоронен в Соборе Святого Флорина.

## Личная жизнь
Георг женился 23 сентября 1948 года на Марии Кристине Вюртембергской (род. 1924), единственной дочери Филиппа Альбрехта Вюртембергского (1893—1975), от брака с Еленой Австрийской (1903—1924). В браке родилось 7 детей:
- Маргарита (1 мая 1950 — 25 июля 2013), в 1974 году вышла замуж за Ханса-Петера Клиена (1946—2014). 2 детей.
- Мария Ассунта (род. 28 апреля 1952), в 1981 году вышла замуж за Харальда Линка (род. 1955). 2 детей.
- Изабелла (род. 17 мая 1954), в 1976 году вышла замуж за графа Раймунда цу Эрбах-Фюрстенау (1951—2017). 4 детей.
- Кристоф (род. 15 января 1958), не женат. Бездетен.
- Мария Елена (род. 8 сентября 1960), не замужем. Детей нет.
- Георгина (род. 13 ноября 1962), в 1985 году вышла замуж за графа Клеменса фон Вальдбурга цу Цейль унд Траухбурга (род. 1960). 5 детей.
- Микаэла (род. 5 июля 1969), в 2008 году вышла замуж за Александра Хойкена (род. 1977). 1 ребёнок.[5]